# Oncocnemis primula
Oncocnemis primula là một loài bướm đêm trong họ Noctuidae.